# Copains comme cochons
Copains Comme Cochons est une émission de télévision française pour la jeunesse, animée par Audrey Chauveau et a été diffusé du 2 novembre 2014 au 27 mai 2018 sur Gulli.

## Principe de l'émission
Audrey parcourt la France à bord de son pick-up, à la rencontre de personnes étonnantes qui partagent leurs vies, leurs loisirs ou leurs métiers avec leurs animaux de compagnie. L'émission s'articule autour de sujets thématiques sur les animaux et les hommes 

## Diffusion
L'émission est diffusée tous les dimanches à 19h00.

## Rubriques
- Les naissances
- Leurs passions, leurs métiers
- Des animaux aux services des hommes
- Des histoires Incroyables
- Bêtes de scènes
- Les NAC

## Fiche technique
- Producteurs délégués : Candice Souillac, Joan Faggianelli, Claude Lacaze
- Sociétés de production : J2F Productions, Terminal 9
- Réalisation : Cyril Thomas
- Animatrice : Audrey Chauveau
- Chargé de Production : Anna Casanova
- Assistant de production : Jérémy Lopes, Anthony Gomes
- Rédacteurs : Anthony Dubé, Sandrine Bellinger
- Cadreurs : Maxence Courbarie, Cécilia Lerer, Nathalie Verdier, Yoann Le Gruiec, Julien Arrufat, Farid Bodet
- Ingénieurs du son : Maxime Nicolas, Renaud Natkin
- Mixeur : Renaud Natkin
- Chefs monteurs : Steve Lafuma, Martin Simeonov
- Monteurs : Jill Leal, Gilles Bachellerie, Yann Duqueroy, Étienne Migaise
- Habillage : Guillaume Depestèle
- Direction des programmes : Caroline Cochaux
- Directrice des antennes : Caroline Mestik
- Directrice des productions chaînes : Magali Torrice-Vinson
- Production chaîne : Camille Prévot